# Antoine d'Agata
Antoine d'Agata (* 19. listopadu 1961, Marseille) je francouzský fotograf a režisér. Jeho práce se zabývá tématy, která jsou často považována za tabu, jako je závislost, sex, obsese, prostituce či absence morálky. D'Agata je řádným členem umělecké skupiny Magnum Photos. V roce 2001 získal Niépceovu cenu pro mladé fotografy.

## Život a práce
D'Agata se narodil v Marseille v roce 1961. V roce 1983 opustil Francii, a začal cestovat. V roce 1990 studoval fotografii v Mezinárodním fotografickém centru v New Yorku pod vedením Larryho Clarka a Nan Goldinové.
D'Agatova práce se zabývá závislostí, sexem, osobními posedlostmi, temnotou, prostitucí a dalšími tématy, které jsou obecně považovány za tabu. Často používá své vlastní životní zkušenosti jako výchozí materiál. „Moje intimita je tolik spjata s mou prací a moje práce tolik závisí na mých intimních zkušenostech z celého světa. Všechno se prolíná.“
D'Agata je řádným členem Magnum Photos od roku 2008. Vydal více než tucet knih a natočil tři filmy.
V roce 2009 uvedli Tommaso Lusena a Giuseppe Schillaci dokumentární film o d'Agatovi s názvem The Cambodian Room: Situations with Antoine d'Agata.

## Publikace

### Publikace od d'Agata
- Mala Noche. France: En Vue, 1998.
- De Mala Muerte. Paris: Le Point du jour (Cherbourg-en-Cotentin), 1998.
- Hometown. Paris: Le Point du Jour Editeur, 2001.
- Antoine d'Agata. Spain: Centro de Estudios Fotograficos, 2001.
- Insomnia. Marseille: Images en Manoeuvre, 2003.
- Vortex. France: Atlantica, 2003.
- La Ville sans Nom. Paris: Le Point du Jour Editeur, 2004.
- Stigma. Marseille : Images en Manoeuvre, 2004. ISBN 9782849950098. Text: Philippe Azoury.
- Manifeste. Cherbourg-Octeville (Manche): Le Point du Jour Editeur, 2005. ISBN 9782912132482.
- Psychogéographie. Paris: Le Point du Jour Editeur, 2005. ISBN 9782912132437. Texty: d'Agata a Bruno Le Dantec.
- Ice. Images En Manœuvres, 2011. ISBN 9782849952054.
- Position(s). Avarie, 2012, ISBN 9782954197401.
- Anticorps. Madrid: Xavier Barral; Paris: Le Bal, 2013. ISBN 9782365110037. Catalogue for retrospective exhibition at Le Bal in Paris. Text francouzsky.
- Antibodies. Munich: Prestel, 2014. ISBN 9783791349572. Text: d'Agata, anglicky.
- Fukushima. Tokyo: Super Labo, 2015. Text in English and Japanese. Edition of 500 copies.
- AiTHO. Roquevaire, France: Andre Frere, 2015. Text francouzsky. Vydání 300 kopií.
- Index. Roquevaire, France: Andre Frere, 2015. ISBN 979-10-92265-25-5.
- Lilith. 64P series. Madrid: La Fábrica, 2017. ISBN 9788417048044. Text anglicky a španělsky.
- Self-Portraits: 1987–2017. Tokyo: Super Labo, 2017. Vydání 1000 kopií.

### Publikace s více autory
- Aïda Mady Diallo. Les Carnets de la Creation series. Montreuil, Paris: l'Oeil, 2003. ISBN 978-2912415493. Krátký příběh: Aïda Mady Diallo, fotografie: d'Agata. Francouzsky.

### Publikace s příspěvky od d'Agata
- Home. Tokyo: Magnum Photos Tokyo, 2018. ISBN 978-4-9909806-0-3.

## Filmy
- Le Ventre du Monde = The World's Belly (2004)
- El Cielo del Muerto (2005) - dokumentární film
- Aka Ana (2008)
- Atlas (2012)

## Výstavy
- 1001 Nuits, Paříž, 2004.
- Antoine D'Agata: Anticorps, Fotomuseum Den Haag, 2012;[5] Le Bal, Paříž, 2013;[6][7][8] Spazio Forma, Milán, 2013;[9] a Atsukobarouh, Tokyo, 2015.[10]

## Ocenění
- 1999: Marty Forscher Fellowship Fund (MFFF), Parsons School of Design, New York City
- 1999: Bourse Villa Médicis, Hors les Murs (Outside the Walls), Paříž
- 1999: First Prize, Festival des Jeunes Créateurs, Paříž
- 2001: Prix Niépce, Association Gens d'images, Paříž
- 2004: Overseas Photographer Prize, Higashikawa Prize, Japonsko[11]
- 2013: Rencontres d'Arles Author's Book Award, Arles, Francie, za cyklus Anticorps (2013)[12]